# لیزا هایز
لیزا ماکوفسکی هایز یک بیوشیمیدان تغذیه‌ای آمریکایی است. به عنوان استاد در دانشگاه تنسی، تحقیقات او بر روی چگونگی تأثیر استرس متابولیک و التهاب بر پیشرفت بیماری‌ها، به ویژه چاقی و سرطان، متمرکز است.

## زندگی اولیه و تحصیلات
ماکوفسکی هایز در فلوریدا به دنیا آمد و بزرگ شد و سپس برای دریافت مدرک کارشناسی علوم در زیست‌شناسی از کالج بوستون به کالیفرنیا رفت. پس از فارغ‌التحصیلی، او به کالیفرنیا منتقل شد و برای شرکت جرون کار کرد، جایی که روی سلول‌های بنیادی و تحقیقات سرطان متمرکز شد. در سال دوم حضورش در این شرکت، ماکوفسکی هایز به خانه بازگشت تا به مادر بیمار خود کمک کند و سپس در مدرسه پزشکی هاروارد و کالج بهداشت عمومی هاروارد تی‌اچ چان ثبت‌نام کرد. پس از دریافت مدرک پزشکی، ماکوفسکی هایز در مرکز تغذیه و متابولیسم سارا دبلیو. استدمن در دانشگاه دوک دوره پسادکتری گذراند.

## حرفه
پس از اتمام دوره پسادکتری، ماکوفسکی هایز به هیئت علمی بخش بیوشیمی در دانشگاه کارولینای شمالی در چپل هیل (UNC) پیوست و آزمایشگاه خود را در مرکز تحقیقات مایکل هوکر تأسیس کرد. آزمایشگاه ماکوفسکی بر متابولیسم و التهاب گلبول‌های سفید به نام ماکروفاژها و ارتباط آن با چاقی و سرطان تمرکز دارد.
فراتر از تحقیقات سرطان، ماکوفسکی هایز و آزمایشگاه تحقیقاتی‌اش همچنین شروع به مطالعه اپیدمی چاقی در ایالات متحده کردند. در سال ۲۰۰۷، ماکوفسکی هایز و ملیسا تروستر به عنوان محققان اصلی یک مطالعه از برنامه تحقیقات سرطان سینه و محیط زیست مؤسسه ملی علوم بهداشت محیط در مورد چگونگی تأثیر عواملی مانند بارداری و چاقی بر حساسیت سرطان سینه که در بیماران جوان آفریقایی-آمریکایی رایج‌تر است، شدند. در سال ۲۰۱۱، او نشان داد که تغذیه موش‌ها با رژیم غذایی غربی که شامل غذاهای خوش‌طعم و پر انرژی است، باعث افزایش وزن شدید، التهاب بافت و دیابت می‌شود. او همچنین نشان داد که مصرف شکر می‌تواند نقش مهمی در ترویج مقاومت به انسولین مرتبط با چاقی ایفا کند و همبستگی بین کاهش وزن و کاهش پیشرفت سرطان سینه باسال را یافت. برای یافتن این همبستگی، تیم تحقیقاتی او تغییرات بافت غده پستانی را که عوامل پیشرفت سرطان سینه باسال بودند، پیگیری کردند.
ماکوفسکی هایز ادامه داد تا در طول مدت حضورش در دانشگاه کارولینای شمالی در چپل هیل با تروستر همکاری کند و وب‌سایت myBCrisk را راه‌اندازی کرد تا به زنان کمک کند تا از خطر ابتلا به سرطان سینه خود آگاه شوند. این وب‌سایت به‌طور خاص بر افزایش خطر سرطان در میان زنان سیاه‌پوست تمرکز داشت و ابزاری برای ارزیابی عوامل خطر شخصی و ویدیوهایی از بازماندگان جوان سرطان سیاه‌پوست شامل می‌شد. این پروژه توسط مؤسسه ملی علوم بهداشت محیط با حمایت مؤسسه ملی سرطان و بنیاد آون تأمین مالی شد. او همچنین یک موقعیت استاد یار در مرکز علوم بهداشتی دانشگاه تنسی پذیرفت، جایی که برای پروژه‌اش نقش متابولیسم زیرلایه ماکروفاژها در آترواسکلروز از انجمن قلب آمریکا کمک مالی از گرنت این‌اید دریافت کرد.
در طول دنیاگیری کووید-۱۹ در آمریکای شمالی، ماکوفسکی هایز و جوزف ف. پیر یک کمک مالی پنج‌ساله به مبلغ ۲٫۱ میلیون دلار از مؤسسه ملی سرطان دریافت کردند تا بررسی کنند چگونه میکروبیوم بر سیستم ایمنی و پاسخ به ایمنی‌درمانی برای سرطان سینه منفی سه‌گانه تأثیر می‌گذارد. تحقیقات او همچنین با یک کمک مالی ۱۰۰٬۰۰۰ دلاری از بنیاد مری کی پشتیبانی شد.

## زندگی شخصی
ماکوفسکی هایز با انکولوژیست و پزشک-دانشمند دی. نیل هایز ازدواج کرده است و سه فرزند مشترک دارند.